# Amphiblemma amoenum
Espèce
Statut de conservation UICN

 VU B1ab(iii)+2ab(iii) : Vulnérable
Amphiblemma amoenum est une espèce de plantes à fleurs de la famille des Melastomataceae, endémique du Cameroun.

## Classification
Amphiblemma amoenum appartient à l'ordre des Myrtales, à la famille des Melastomataceae et au genre Amphiblemma

## Géographie
Amphiblemma amoenum est une plante endémique du Cameroun où on la trouve dans la région du sud-ouest. Son implantation s'étend de la région de Kumba à Mamfé. Elle pousse dans les forêts subtropicales et tropicales humides.

## Biologie
Amphiblemma amoenum est une plante très localisée et très rare découverte par René Letouzey en 1974-1975. Amphiblemma amoenum est une plante classée Vulnérable et anciennement En danger par l'Union internationale pour la conservation de la nature. Sa disparition est due à la destruction de son habitat à cause de l'extension de l'agriculture et de l'exploitation des bois tropicaux.

## À voir aussi